# Copidozoum smitti
Copidozoum smitti är en mossdjursart som först beskrevs av Arnold Girard Kluge 1946.  Copidozoum smitti ingår i släktet Copidozoum och familjen Calloporidae. Inga underarter finns listade i Catalogue of Life.